# Verjamem (пісня)
«Verjamem» — пісня словенської співачки Єви Бото, з якою вона представляла Словенію на пісенному конкурсі Євробачення 2012 в Баку. За результатами другого півфіналу, який відбувся 24 травня, композиція не пройшла до фіналу.